# أبو مسعود
قرية أبو مسعود هي إحدى القرى التابعة لمركز الدلنجات في محافظة البحيرة في جمهورية مصر العربية. حسب إحصاءات سنة 2006، بلغ إجمالي السكان في أبو مسعود 5143 نسمة، منهم 2590 رجل و2553 امرأة.